# 中部スラウェシ州
中部スラウェシ州（ちゅうぶスラウェシしゅう、インドネシア語: Sulawesi Tengah）は、インドネシアの州。スラウェシ島の中央部にあり、州都はパル。1964年4月13日設立。

## 行政区分
中部スラウェシ州は12の県と1つの市部に分けられている。

### 県
1. バンガイ県 - (ルウク（英語版）)
2. バンガイ諸島県
3. バンガイ・ラウト県 - (バンガイ（インドネシア語版）)
4. ブオル県 - (ブオル（英語版）)
5. ドンガラ県 - (Banawa)
6. モロワリ県 - (ブンク : Bungku)
7. 北モロワリ県
8. パリギ・モウトン県 - (パリギ（インドネシア語版）)
9. ポソ県 - (ポソ)
10. シギ県
11. トジョ・ウナウナ県 - (アンパナ : Ampana)
12. トリトリ県 - (トリトリ : Toli-Toli)

### 市
- パル

### 主要都市
- コロノダーレ（インドネシア語版） (モロワリ県)